# Meggyesi Sándor
Meggyesi Sándor (Arad, 1901. március 11. – Budapest, 1980. február 24.) pedagógus, társadalmi szervező, közíró.

## Élete
A Felvidéken kezdte meg tanítói működését. 1925-28 között a losonci YMCA (Young Men’s Christian Association) magyar csoportjának egyik vezetője volt. A harmincas években a Szlovenszkói Katolikus Ifjúsági Egyesület (SZKIE) magyar tagozatát szervezte. 1935-ben vette nőül Michalovics Emiliát. Egy gyermeke született, Tamás, 1936-ban.
A Felvidék visszacsatolása után P. Kerkai Jenő és Nagy Töhötöm egyik legközelebbi munkatársa lett, szinte az egész életét a KALOT (Katolikus Agrárifjúsági Legényegyletek Országos Testülete), majd a Magyar Dolgozók Országos Hivatásszervezete mozgalmának szentelte; az utóbbinak 1939-től országos elnöke is volt. Ugyanettől az évtől kezdve a KALOT központjában felállított nemzetiségi osztály vezetőjeként irányította a szlovák, a német és ruszin alosztályok tevékenységét. Részt vett a Magyar Cél Mozgalom, későbbi nevén Magyar Szociális Népmozgalom (MSzN), majd az utóbbi utódszervezete, a Katolikus Szociális Népmozgalom munkájában is.
Az 1944-es Nyilas-hatalomátvételt követően bujkálnia kellett. 1945-től újra dolgozott a KALOT-ban, majd annak 1946. évi feloszlatását követően, az utódszervezetnek szánt KAPSZ-ban (Katolikus Parasztifjúsági Szövetség). 1947 tavaszára egyértelművé vált, hogy a kommunista Rajk László vezette Belügyminisztérium nem hajlandó jóváhagyni a KAPSZ alapszabály-tervezetét, azért annak szervezése abbamaradt. 1947/48-ban Meggyesi Sándor még segítette P. Kerkait a Falu-Manréza mozgalom elindításában, de annak ellehetetlenülése után ismét tanári munkából tartotta el családját. Az újpesti Váci úti Általános Iskolában helyezkedett el, ahol orosz nyelvet tanított, majd az 1960-as évektől kezdve az akkor bevezetett politechnikai oktatásban vett részt egészen nyugdíjazásáig.

## Írásai
- Az inaskérdés. In: Szerényi Ferdinánd (szerk.): A csehszlovákiai magyar tanítók almanachja. Bratislava, Učiteľské nakladateľstvo U nás, 1934 213-217. p.
- Az ifjúsági munka vezérfonala (Kovács Gyulával együtt). Rozsnyó : Egyházmegye Ifj. Titkársága, 1934
- Munkatér. A szlovenszkói katolikus ifjúsági mozgalom margójára. In: Új Élet, 3. évf. 1934. december – 11. (33.) sz., 677–679. p.
- SzKIE (Szlovenszkói Katolikus Ifjúsági Egyesület) szerk. Meggyesi Sándor. Rožňava-Rozsnyó .Szlovenszkói Katolikus Ifjúsági Egyesület, 1937
- Ifjúsági vezetők kézikönyve. Budapest. KALOT Mozgalom Orsz. Központja, 1946
- Az út vége. In: Vigilia, 48. évf. 6. sz. (1983. jún.) 427-430. p.